# Паб

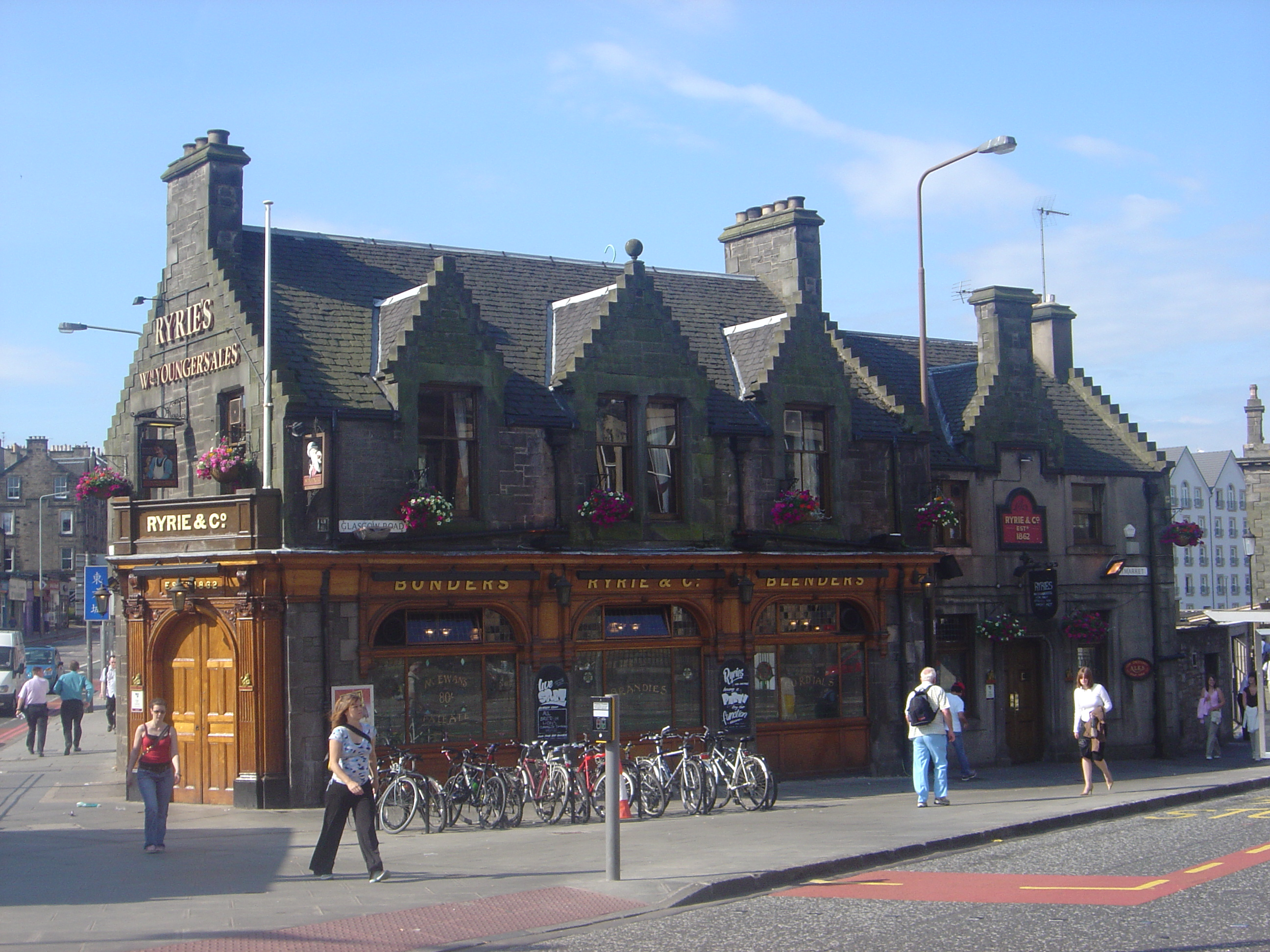
Паб в Единбурзі, Шотландія

Паб (англійська pub — скор. від англ. public house, досл. «публічний дім», у значенні «місце збору людей») — заклад, у якому продають алкогольні напої для вживання всередині або поза цим приміщенням. Паби є важливим соціокультурним елементом Великої Британії, Ірландії, Австралії та Нової Зеландії. У багатьох місцях, особливо в селах, паб може виступати координаційним центром громади. У своїх працях Семюел Піпс називав паб «серцем Англії».

## Історія
Жителі Великої Британії почали пити пиво ще в бронзову добу, але лише з приходом римлян і створенням римських доріг почали з'являтися готелі, у яких мандрівник міг відпочити та освіжитись. Після відходу римської влади й падіння Романо-Британського королівства англосакси почали створювати шинки у власних будинках. Жінки, що варили ель, вішали біля своїх будинків зілля, щоб люди знали, що пиво готове. У пабах почали збиратися жителі, щоб попліткувати й організувати взаємодопомогу у своїх громадах. Тут і починається історія сучасного пабу. Паби стали настільки поширеним, що в 965 році король Едгар видав указ, що в селі може бути не більше одного паба.

## Заборона куріння
У березні 2006 року був виданий закон, який забороняв куріння в усіх громадських закладах у Шотландії. Уельс наслідував їх приклад і разом з Англією заборонив куріння в громадських місцях 2007 року. Власники пабів висловили стурбованість ще до початку реалізації закону, що заборона на куріння буде мати негативний вплив на продажі та відвідування їхніх закладів. Протягом двох років вплив заборони був неоднозначним; у деяких пабах рівень продажів значно знизився, тоді як в інших виросло споживання продовольчих товарів.

## Lock-in
«Lock-in» це ситуація, коли власник пабу дозволяє відвідувачу залишитися в пабі після офіційного закриття: в теорії, як тільки паб зачиняється, він перетворюється з громадського місця в приватну власність. Охочі можуть покласти гроші за барною стійкою до офіційного закриття, а згодом вживати алкоголь на ці гроші, в такому разі виходить, що ніхто не продає алкоголь після закриття. Lock-in виник у Великій Британії внаслідок зміни в законах в Англії та Уельсі в 1915 році, який урізав години роботи пабів, щоб запобігти пияцтву серед робітників заводів у воєнний час. Проте після прийняття нового закону у 2003 році паби в Англії та Уельсі можуть працювати й після 11 години вечора.

## Їжа
Традиційно англійські паби були орієнтовані на продаж алкоголю, а на приготування їжі зверталась менша увага. Традиційними в пабах є закуски, такі як:
- шкварки;[8]
- мариновані яйця;
- чипси та арахіс.

Ці страви допомогли збільшити продажі пива. У Південно-Східній Англії, особливо в Лондоні, продавці молюсків пропонують свій продукт у пабах, під час роботи, тому біля пабів відкривалося багато пересувних кіосків з морепродуктами.